# 埃斯帕拉戈萨德拉塞雷纳
埃斯帕拉戈萨德拉塞雷纳，是西班牙埃斯特雷马杜拉巴达霍斯省的一个市镇。总面积22平方公里，总人口1126人（2001年），人口密度51人/平方公里。